# Nesles (musicien)
 (mars 2019).
NESLES est un auteur compositeur, interprète français. Il publie Permafrost en septembre 2017. Ce deuxième album lui ouvre la porte des médias nationaux, (notamment la radio FIP qui ajoute plusieurs titres à sa playlist) qui le placent dans le sillage de Bashung ou Murat. 

## Parcours
Après un premier EP très peu diffusé, NESLES publie un disque, Meilleur Ordinaire, qui obtient le soutien de la SACEM (aide à l'autoproduction). En 2009, Krank, Fable Pop, premier album officiel, dévoile une tout autre ambition de son auteur, en déroulant un disque narratif, concept album qui attire l'attention des médias. ("Un monde onirico-décadent. Une vraie merveille de poésie." selon 20 minutes). Le EP Nu, paru en 2014 et réalisé par Alain Cluzeau (réalisateur pour Bénabar, Olivia Ruiz, Thiéfaine, Paris Combo...), oriente la musique de NESLES vers des sonorités plus acoustiques et une tonalité plus sobre, qui préfigurent celles de Permafrost trois ans plus tard.      
Depuis 2015, NESLES organise les soirées Walden à Paris. Ces soirées lui donnent l'occasion de partager l'affiche avec des musiciens invités, NESLES assurant la première partie. Les concerts se déroulent dans différents cadres intimistes, notamment à la Manufacture de la Chanson (75011), où les prestations ont lieu dans un dispositif instrumental léger, très souvent acoustique. Depuis l'initiation de ces soirées, ont été invités : JP Nataf, Théo Hakola, Vic Moan, Filip Chrétien, Verone, Marianne Dissard, Bertrand Betsch, Philippe Crab, Robi, Marcel Kanche...
En 2017, NESLES initie la première édition du Festival Walden, en association avec son label Microcultures, qui produit l'événement. Prolongement des soirées Walden, le Festival a pour vocation de réunir des artistes francophones, partageant un même état d'esprit d'indépendance. La première édition se déroule sur quatre soirées réunissant Fredéric Lo, LOU, Rémi Parson, Emmanuelle Parrenin, Naïm Amor, Xavier Plumas, Nicolas Paugam, Fredda... Le Festival Walden est reconduit en 2018 avec Chevalrex, Fontaine Wallace, Baptiste W. Hamon, Jean-François Coen, Anne Gouverneur, Super Bravo, Theo Hakola... 
En septembre 2017 a lieu la sortie de Permafrost (Microcultures Records) considéré par la presse comme un disque majeur. L'album vaut à Nesles une vraie reconnaissance médiatique et des critiques élogieuses de nombreux médias nationaux (RFI, FIP, Francofans, Magic rpm, L'Obs, Hexagone...).    
Volontiers hyperactif, très avide de rencontres, humaines et artistiques, de connexions, NESLES fédère autour de lui une communauté de fans et d'artistes qui nourrissent son projet artistique. Fin 2018, il initie les Café Walden, chronique au sein de l'émission quotidienne Chaos de Radio Néo, où il invite des représentants de la pop francophone et s'attarde avec eux sur leur parcours artistique, leur carrière, leur vision de la musique et de l'industrie. Ces Cafés Walden ont été l'occasion de discussions radiophoniques avec Jean-François Coen,  Superbravo, Cléa Vincent et Katel, Radio Elvis et Fredéric Lo,  Dominique A et Dominique Dalcan. En 2019, il initie une nouvelle saison des Soirées Walden, en invitant Emmanuel Tellier, Jim Yamouridis, BlauBird et Verone à se produire avec lui en concerts privés dans des lieux singuliers de Paris.    

## Discographie

### Albums
2009 : Krank, fable pop
2017 : Permafrost (Microcultures Records - Differ-Ant) 

### EPs
2006 : Meilleur Ordinaire
2012 : Lazy Parfait Junker
2014 : Nu
2017 : Baazaar